# Янн Гбуа
Янн Патрік Гбуа (фр. Yann Patrick Gboua; нар. 26 лютого 2008) — бельгійський футболіст, нападник клубу «Стандард», який на правах оренди виступає за «Льєрс».

## Клубна кар'єра
Вихованець академії «Стандард». 19 квітня 2024 року дебютував за фарм-клуб «СЛ16» в матчі Челленджер Про-ліги проти «Остенде», вийшовши в стартовому складі. 24 листопада 2024 року в поєдинку Національного дивізіону 1 проти «Олімпіка» (Шарлеруа) забив свій перший гол у кар'єрі.
26 січня 2025 року підписав з клубом свій перший професіональний контракт, що розрахований до літа 2027 року. 29 березня 2025 року дебютував в основному складі «Стандарда» в матчі Про-ліги проти «Мехелена», вийшовши на заміну Лазару Амані.
8 серпня 2025 року відправився в сезонну оренду в «Льєрс». 10 серпня дебютував за нову команду в матчі Челленджер Про-ліги проти «Беверена», вийшовши на заміну Вауту де Бейсеру.

## Статистика виступів
Станом на 10 серпня 2025
| Клуб              | Сезон             | Чемпіонат               | Чемпіонат | Чемпіонат | Кубок | Кубок | Єврокубки | Єврокубки | Інші  | Інші | Всього | Всього |
| Клуб              | Сезон             | Дивізіон                | Матчі     | Голи      | Матчі | Голи  | Матчі     | Голи      | Матчі | Голи | Матчі  | Голи   |
| ----------------- | ----------------- | ----------------------- | --------- | --------- | ----- | ----- | --------- | --------- | ----- | ---- | ------ | ------ |
| СЛ16              | 2023–24           | Челленджер Про-ліга     | 1         | 0         | —     | —     | —         | —         | —     | —    | 1      | 0      |
| СЛ16              | 2024–25           | Національний дивізіон 1 | 14        | 7         | —     | —     | —         | —         | —     | —    | 14     | 7      |
| СЛ16              | Всього            | Всього                  | 15        | 7         | 0     | 0     | 0         | 0         | 0     | 0    | 15     | 7      |
| Стандард          | 2024–25           | Про-ліга                | 5         | 0         | 0     | 0     | —         | —         | —     | —    | 5      | 0      |
| → Льєрс           | 2025–26           | Челленджер Про-ліга     | 1         | 0         | 0     | 0     | —         | —         | —     | —    | 1      | 0      |
| Всього за кар'єру | Всього за кар'єру | Всього за кар'єру       | 21        | 7         | 0     | 0     | 1         | 0         | 0     | 0    | 21     | 7      |